# Haitang
Haitang (en chino simplificado, 海棠区; pinyin, Hǎitáng qū) es un distrito urbano bajo la administración directa de la ciudad-prefectura de Sanya. Se ubica en la provincia isleña de Hainan, extremo sur de la República Popular China. Su área es de 255 km² y su población total para 2018 fue cercana a los 100 mil habitantes.

## Administración
Desde enero de 2015, el distrito de Haitang está formado por 3 comunidades urbanas y 19 aldeas rurales. 